# Ulisse Igliori
Ulisse Igliori (Firenze, 18 dicembre 1895 – Roma, 19 settembre 1966) è stato un politico, dirigente sportivo, imprenditore e militare italiano, medaglia d'oro al valor militare nella prima guerra mondiale.
Fondò assieme a Italo Foschi, Vittorio Scialoja e Renato Sacerdoti la società di calcio Roma. Fu deputato del Regno e poi consigliere nazionale dal 1924 al 1943.

## Biografia
Abbandonati gli studi entrò nella marina mercantile girando il mondo.

### La guerra e lo squadrismo
Scoppiata la prima guerra mondiale militò negli arditi del 70º Reggimento fanteria,  e fu decorato medaglia d'argento al valore per la battaglia di Oslavia nel novembre 1915,  e appena ventenne, il 16 maggio 1916, si comportò eroicamente nell'assalto al Monte Maronia, e per le gravi ferite subì la mutilazione del braccio sinistro. Per questo fatto fu insignito della medaglia d'oro al valor militare.
Catturato dagli austriaci, fu internato per dieci mesi nel Campo di Mauthausen e poi rimpatriato avendo nel frattempo contratto la tubercolosi.
Fu anche membro della massoneria. Nel 1917 fu posto in congedo assoluto col grado di tenente ed iscritto nel ruolo d’onore.
Nel 1919 si trovava a Fiume come impiegato della Banca italiana di sconto e aderì all'impresa di Fiume, e fu a capo della legione "La Disperata", che costituiva la Guardia del D'Annunzio.
Dopo il "Natale di sangue" fu inviato a Roma e aderì al fascismo. Nel marzo 1921 ebbe il compito di organizzare le squadre d'azione di Roma e del Lazio  e si distinse  per uno scontro con le Guardie Regie. Durante tali scontri Igliori è colpito al capo dal calcio di un moschetto: «Grondante sangue, cadeva a terra e veniva portato all'ospedale e poi, medicato, era portato in trionfo per le vie di Roma».
Fu presidente nel novembre 1921 del III Congresso dei Fasci italiani di combattimento.
Igliori nell'ottobre 1922 svolse un ruolo decisivo nell'assicurare alloggio vettovagliamento e trasporto a Monterotondo ai partecipanti alla Marcia su Roma, in qualità di comandante delle Squadre d'azione del Lazio, agli ordini del triumvirato Bottai-Calza Bini-Polverelli.

### L'attività politica e imprenditoriale durante il fascismo
Negli anni successivi, dopo la presa del potere e la nascita della dittatura fascista, fu tra gli artefici del clima di terrore a Roma. Gaetano Salvemini lo riteneva il mandante dell'aggressione fascista a Giovanni Amendola, mentre secondo l'opinione pubblica antifascista del tempo Igliori non sarebbe stato estraneo al delitto Matteotti.
Igliori ebbe una posizione di assoluto prestigio durante il regime: fu tra i fondatori del corpo militare della Milizia Volontaria per la Sicurezza Nazionale, nella quale assunse nel 1923 il ruolo di Luogotenente generale e fu contemporaneamente a capo delle Federazioni fasciste di Abruzzo, Umbria, Lazio, Campania e Sardegna.
Entrò nel direttorio nazionale del PNF nel 1924. Nello stesso anno fu eletto deputato del Regno d'Italia a Roma con la Lista Nazionale raccogliendo 10 000 preferenze e riconfermato nel 1929 e nel 1934. Dal 1924 al 1925 fu anche membro del Gran consiglio del fascismo.
Nel 1939, allorché la Camera dei Deputati fu ribattezzata Camera dei Fasci e delle Corporazioni, Igliori divenne consigliere nazionale, carica che mantenne fino alla caduta del regime il 25 luglio 1943.

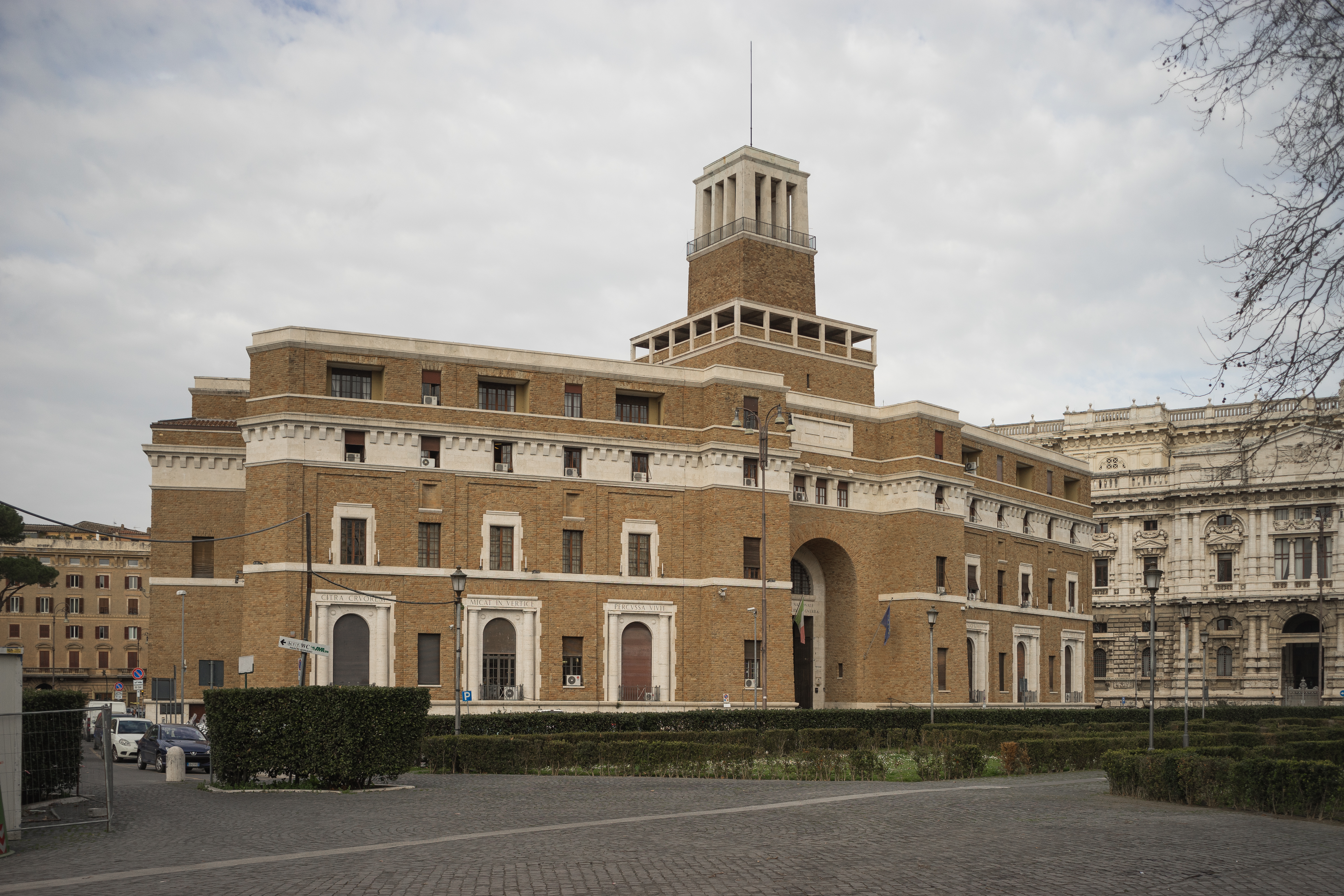
Un esempio di architettura Igliori-Piacentini: la sede dell'Associazione Nazionale Mutilati e Invalidi di Guerra a Roma, prima grande commessa pubblica realizzata da Igliori.

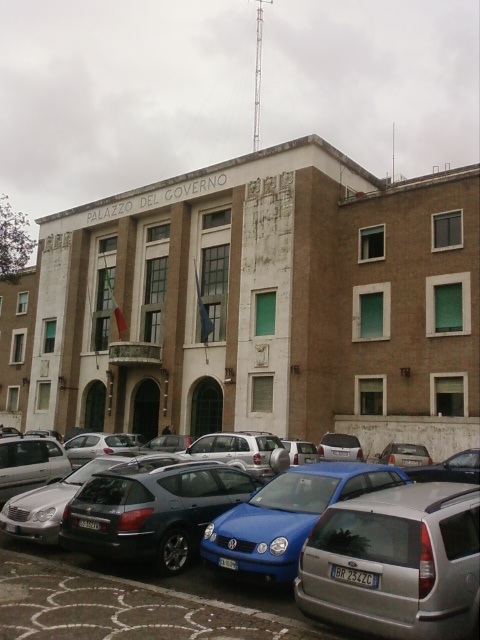
Latina, palazzo del Governo (Prefettura)

Dal 1926, tuttavia, Igliori cominciò a spostare il baricentro delle proprie attività all'interno del regime dalla politica agli affari tout court.
Prima tappa di rilievo fu la fusione della squadra sportiva Alba Roma (nata nel 1907), con l'Audace Roma formando l'Unione Sportiva Alba Audace, di cui assunse la presidenza. Nel 1927, attraverso una nuova fusione con la Fortitudo Roma e con il Roman fu poi costituita la società di calcio Roma, nella quale Igliori svolse il ruolo di amministratore delegato. Il passo successivo fu, nel 1927, la presidenza della Federazione romana degli enti autarchici.
Abbandonato nel 1928 l'impegno politico a tempo pieno (pur conservando fino al 1939 la carica di deputato), fondò la "Impresa Ulisse Igliori", società di costruzioni, e realizzò in Roma, a piazza Adriana, la Casa madre dei mutilati, esempio di architettura fascista, costruita per volontà di Carlo Delcroix, presidente dell'Associazione Nazionale Mutilati e Invalidi di Guerra, su progetto dell'architetto Marcello Piacentini. L'edificio, ampliato nel 1934 a cura dello stesso Piacentini, oltre agli uffici dell'associazione dal 1984 ospita anche la Procura generale presso la Corte di Appello di Roma. Successivamente, realizzò anche l'edificio dell'Università di Trieste. Provvide anche al riassetto del "Museo Mussolini" in Roma, che aveva sede a Palazzo Vidoni Caffarelli.
La ditta Igliori partecipò anche alla bonifica dell'Agro Pontino e alla realizzazione della nuova città di Littoria, l'odierna Latina, dove in particolare realizzò il "Palazzo del Governo".
L'impresa di costruzioni aveva ottimi rapporti con l'amministrazione della Difesa. Nel 1937 Igliori realizzò a Firenze la sede della scuola di Applicazione dell'Aeronautica italiana (su progetto di Raffaello Fagnoni), nel Parco delle Cascine. Anche le caserme di Viterbo, in località Acque Albule e la galleria sotterranea antiaerea dell'Università di Trieste furono opera dell'impresa Igliori.
Nel 1937 fondò assieme ad Elia Federici, il costruttore di origini abruzzesi che aveva realizzato Via dell'impero (oggi via dei Fori Imperiali) a Roma, la società cinematografica Mediterranea film, di cui fu presidente fino al 1943 Alessandro Chiavolini, già redattore del Popolo d'Italia e segretario particolare di Mussolini.
Ma con il Federici, soprattutto, Ulisse Igliori costituì la società di costruzioni "Federici & Igliori", che ottenne l'appalto per la realizzazione dei cosiddetti "alberghi di massa" in prossimità della prevista E.42, l'avveniristico quartiere destinato dal Regime all'Esposizione Universale, l'odierno quartiere EUR. Nel dopoguerra i due giganteschi fabbricati, che si trovano a piazza dei Navigatori e in via Cristoforo Colombo, furono riconvertiti in edifici di civile abitazione. Un terzo fabbricato non fu mai portato a termine.

Allo scoppio della Seconda guerra mondiale, Igliori si mise nuovamente a disposizione del regime, ed essendo luogotenente generale della MVSN, ricevette l'incarico di ufficiale di collegamento tra la Milizia e il quartier generale del Principe di Piemonte, situato a Sessa Aurunca. Ebbe anche il compito di impostare l'addestramento dei nuovi reparti femminili del Regio esercito. 
Dopo il 25 luglio 1943, Igliori fu tratto in arresto il 26 agosto 1943, e denunciato per indebiti arricchimenti davanti alla Commissione speciale appena istituita da Badoglio per accertare tali delitti, ma rapidamente rimesso in libertà. Non aderì comunque alla R.S.I..

### Nel dopoguerra
Dopo la Liberazione di Roma da parte degli Alleati nel giugno 1944, Igliori fu incluso negli elenchi delle personalità sottoposte a procedimento di epurazione e anche inquisito dalla magistratura con l'accusa di aver guidato azioni violente della Milizia durante il Ventennio e in particolare per l'assalto, avvenuto nel 1923, al villino dell'ex Presidente del Consiglio Francesco Saverio Nitti. 
Alla fine fu interamente prosciolto: sul profilo penale in ragione del fatto che, nel frattempo, era entrata in vigore la cosiddetta Amnistia Togliatti del 22 giugno 1946; su quello amministrativo, cessarono gli accertamenti della commissione sugli arricchimenti illeciti e, di conseguenza, le sue società furono dissequestrate e le sue proprietà gli furono restituite. Igliori poté quindi riprendere la sua attività imprenditoriale attraverso le sue società, attività alla quale si associò ben presto l'unico figlio Massimo che realizzò, tra l'altro, una pregevole coppia di palazzine ai margini di Villa Balestra a Roma.

## Filmografia

### Produttore
Questi i film prodotti:
- Sotto la croce del sud (1938)
- Piccoli naufraghi (1939)
- Le educande di Saint-Cyr (1939)
- Forse eri tu l'amore (1939)
- Due occhi per non vedere (1939)
- Il ladro sono io (1940)
- Mater dolorosa (1943)
- La fornarina (1944)